# Łuostari
Łuostari (ros. Луостари; fiń. Luostari) – osiedle w Rosji w obwodzie murmańskim w rejonie peczengijskim. Według spisu powszechnego w 2010 roku zamieszkane przez 2260 osób. Nazwa pochodzi od fińskiego słowa luostari – „klasztor”.
Łuostari znajduje się na drodze R-21 z Nikla przez Peczengę do Murmańska. W pobliżu przebiega również linia kolejowa z Murmańska do Peczengi, a w bezpośrednim sąsiedztwie przystanku kolejowego rozpoczyna się jej odgałęzienie do Nikla.
W pobliżu miejscowości znajduje się baza lotnicza Łuostari-Peczenga, w której po zakończeniu szkoły pilotów odbywał służbę Jurij Gagarin.